# Zwitserland op de Olympische Zomerspelen 2012
Zwitserland nam deel aan de Olympische Zomerspelen 2012 in Londen, Verenigd Koninkrijk.

## Medailleoverzicht
| Sport        | Olympiër      | Onderdeel        | Medaille |
| ------------ | ------------- | ---------------- | -------- |
| Paardensport | Steve Guerdat | springconcours   | Goud     |
| Triatlon     | Nicola Spirig | vrouwen          | Goud     |
| Tennis       | Roger Federer | enkelspel (m)    | Zilver   |
| Wielersport  | Nino Schurter | mountainbike (m) | Zilver   |

## Deelnemers en resultaten
(m) = mannen, (v) = vrouwen

### Atletiek
| Olympiër                                                     | Onderdeel                | Resultaat | Prestatie |
| ------------------------------------------------------------ | ------------------------ | --------- | --- |
| Reto Schenkel                                                | 200 m (m)                | series    | serie 5: 20,98 (7e) |
| Alex Wilson                                                  | 200 m (m)                | HF        | serie 1: 20,57 (4e) HF 2: 20,85 (7e) |
| Viktor Röthlin                                               | marathon (m)             | 11e       | 2:11.48 |
|                                                              |                          |           | |
| Léa Sprunger                                                 | 200 m (v)                | series    | serie 5: 23,27 (4e) |
| Noemi Zbären                                                 | 100 m horden (v)         | series    | serie 6: 13,33 (6e) |
| Michelle Cueni Mujinga Kambundji Ellen Sprunger Léa Sprunger | 4 x 100m (v)             | series    | serie 1: 43,54 (7e) |
| Irene Pusterla                                               | verspringen (v)          | 25e       | kwalificatie: 6,20 m (13e groep B) |
| Nicole Büchler                                               | polsstokhoogspringen (v) | 25e       | kwalificatie: 4,25 m (11e groep B) |
| Ellen Sprunger                                               | zevenkamp (v)            | 19e       | 6107 punten 1072 op 100 m horden (13,35) 0867 met hoogspringen (1,71 m) 0702 met kogelstoten (12,62 m) 1020 op 200 m (23,59) 0813 met verspringen (5,88 m) 0776 met speerwerpen (45,63 m) 0857 op 800 m (2.17,54) |
| Maja Neuenschwander                                          | marathon (v)             | 53e       | 2:34.50 |

De voor de 400 meter horden ingeschreven Kariem Hussein ging niet van start in de 2e serie.
Jacqueline Gasser en Clélia Reuse, in geschreven voor de 4 × 100 meter, namen niet aan de wedstrijd deel.

### Badminton
| Olympiër       | Onderdeel     | Resultaat  | Prestatie                                                                                               |
| -------------- | ------------- | ---------- | --- |
| Sabrina Jaquet | enkelspel (v) | groepsfase | groep E: 2e verloor van BEL Lianne Tan 0-2 (16-21, 16-21) verloor van IND Saina Nehwal 0-2 (9-21, 4-21) |

### Boogschieten
| Olympiër        | Onderdeel       | Resultaat | Prestatie                                                               |
| --------------- | --------------- | --------- | ----------------------------------------------------------------------- |
| Axel Müller     | individueel (m) | 1/32F     | plaatsingronde: 633 punten (62e) 1/32F: verloor van KOR Oh Jin-hyek 3-7 |
|                 |                 |           |                                                                         |
| Nathalie Dielen | individueel (v) | 1/32F     | plaatsingronde: 528 punten (62e) 1/32F: verloor van TPE Tan Ya-ting 4-6 |

### Gymnastiek
| Olympiër           | Onderdeel                 | Resultaat | Prestatie |
| ------------------ | ------------------------- | --------- | --- |
| Claudio Capelli    | meerkamp, individueel (m) | 17e       | 87.598 punten in kwalificatie (19e) 14.600 op brug 14.133 op paard voltige 14.766 op rekstok 14.133 op ringen 15.200 op sprong 14.766 op vloer 87.314 punten in finale 14.850 op brug 14.366 op paard voltige 14.500 op rekstok 14.166 op ringen 14.566 op sprong 14.866 op vloer |
|                    |                           |           | |
| Giulia Steingruber | meerkamp, individueel (v) | 14e       | 54.715 punten in kwalificatie (23e) 13.766 op balk 13.266 op brug ongelijk 14.783 op sprong 12.900 op vloer 56.148 punten in finale 13.266 op balk 14.166 op brug ongelijk 13.600 op sprong 15.116 op vloer                                                                       |

### Judo
| Olympiër           | Onderdeel                       | Resultaat | Prestatie                   |
| ------------------ | ------------------------------- | --------- | --------------------------- |
| Ludovic Chammartin | extra lichtgewicht (-60 kg) (m) | 1/16F     | 1/16F: KOR Chou Gwang-hyeon |
|                    |                                 |           |                             |
| Juliane Robra      | middengewicht (-70 kg) (v)      | 1/16F     | 1/16F: KOR Hwang Ye-sul     |

### Kanovaren
| Olympiër      | Onderdeel     | Resultaat | Prestatie |
| ------------- | ------------- | --------- | --- |
| Michael Kurt  | K1 slalom (m) | 13e       | voorronde: 5e; run 1: 88,14 (0 strafpunten), run 2: 88,48 (4 strafpunten) halve finale: 147,35 (50 strafpunten) |
|               |               |           | |
| Elise Chabbey | K1 slalom (v) | 20e       | voorronde: run 1: 162,92 (50 strafpunten), run 2: 126,46 (20 strafpunten)                                       |

### Paardensport
| Olympiër                                                     | Onderdeel           | Resultaat | Prestatie                                                                      |
| ------------------------------------------------------------ | ------------------- | --------- | ------------------------------------------------------------------------------ |
| Paul Estermann op "Castlefield Eclipse"                      | springconcours      | 17e       | kwalificatie: 11e met 8 strafpunten (0 + 0 + 8) finale: 10 strafpunten (5 + 5) |
| Steve Guerdat op "Nino de Buissonnets"                       | springconcours      | Goud      | kwalificatie: 11e met 8 strafpunten (0 + 4 + 4) finale: 0 strafpunten (0 + 0)  |
| Werner Muff op "Kiamon"                                      | springconcours      | 33e       | kwalificatie: 12 strafpunten (0 + 4 + 8)                                       |
| Pius Schwizer op "Carlina"                                   | springconcours      | 12e       | kwalificatie: 11e met 8 strafpunten (8 + 0 + 0) finale: 9 strafpunten (1 + 8)  |
| Paul Estermann * Steve Guerdat * Werner Muff Pius Schwizer * | springconcours team | 4e        | 16 strafpunten (4 + 12)                                                        |

* De scores van de drie beste ruiters in de 2e en 3e omloop individueel golden als team resultaat.

### Roeien
| Olympiër                                                         | Onderdeel              | Resultaat | Prestatie                                                                                   |
| ---------------------------------------------------------------- | ---------------------- | --------- | ------------------------------------------------------------------------------------------- |
| Mario Gyr Simon Niepmann Simon Schürch Lucas Tramèr              | lichte vier-zonder (m) | 5e        | serie 1: 5.53,56 (1e) HF A/B 1: 6.00,97 (2e) A-finale: 6.09,30                              |
| Augustin Maillefer Nico Stahlberg Florian Stofer André Vonarburg | dubbel-vier (m)        | 12        | serie 3: 5.45.13(4e) herkansing: 5.44,90 (3e) HF A/B 1: 6.19,64 (6e) B-finale: 6.04,37 (6e) |

### Schermen
| Olympiër         | Onderdeel | Resultaat | Prestatie                                                                              |
| ---------------- | --------- | --------- | -------------------------------------------------------------------------------------- |
| Max Heinzer      | degen (m) | 1/8F      | 1/16F: won van CHI Paris Inostroza (15-2) 1/8F: verloor van VEN Rubén Limardo (11-15)  |
| Fabian Kauter    | degen (m) | 1/8F      | 1/8F: verloor van FRA Yannick Borel (11-15)                                            |
|                  |           |           |                                                                                        |
| Tiffany Geroudet | degen (v) | 1/8F      | 1/16F: won van POL Magdalena Piekarska (15-14) 1/8F: verloor van CHN Sun Yujie (10-15) |

### Schietsport
| Olympiër         | Onderdeel                | Resultaat | Prestatie                 |
| ---------------- | ------------------------ | --------- | ------------------------- |
| Patrick Scheuber | 10 m luchtpistool (m)    | 32e       | kwalificatie: 569 punten  |
| Simon Beyeler    | 10 m luchtgeweer (m)     | 39e       | kwalificatie: 588 punten  |
| Simon Beyeler    | 50 m kkg 3-houdingen (m) | 19e       | kwalificatie: 1164 punten |
| Pascal Loretan   | 10 m luchtgeweer (m)     | 37e       | kwalificatie: 589 punten  |
| Pascal Loretan   | 50 m kkg liggend (m)     | 31e       | kwalificatie: 591 punten  |
| Marcel Bürge     | 50 m kkg 3-houdingen (m) | 11e       | kwalificatie: 1168 punten |
| Marcel Bürge     | 50 m kkg liggend (m)     | 14e       | kwalificatie: 594 punten  |
| Fabio Ramella    | skeet (m)                | 34e       | kwalificatie: 109 punten  |
|                  |                          |           |                           |
| Heidi Diethelm   | 25 m pistool (v)         | 29e       | kwalificatie: 575punten   |
| Heidi Diethelm   | 10 m luchtpistool (v)    | 35e       | kwalificatie: 375punten   |
| Annik Marguet    | 50 m kkg 3-houdingen (v) | 40e       | kwalificatie: 570 punten  |
| Annik Marguet    | 50 m kkg liggend (v)     | 38e       | kwalificatie: 392 punten  |

### Synchroonzwemmen
| Olympiër                     | Onderdeel | Resultaat | Prestatie                                                                  |
| ---------------------------- | --------- | --------- | -------------------------------------------------------------------------- |
| Pamela Fischer Anja Nyffeler | duet (v)  | 20e       | voorronde: 163.320 punten technische routine: 81.200 vrije routine: 82.120 |

### Tennis
| Olympiër                         | Onderdeel      | Resultaat | Prestatie |
| -------------------------------- | -------------- | --------- | --- |
| Roger Federer                    | enkelspel (m)  | Zilver    | 1e ronde: COL Alejandro Falla 6-3, 5-7, 6-3 2e ronde: FRA Julien Benneteau 6-2, 6-2 3e ronde: UZB Denis Istomin 7-5, 6-3 KF: USA John Isner 6-4, 7-6(5) HF: ARG Juan Martín del Potro 3-6, 7-6(5), 19-17 F: GBR Andy Murray 2-6, 1-6, 4-6 |
| Stanislas Wawrinka               | enkelspel (m)  | 1e ronde  | 1e ronde: GBR Andy Murray 3-6, 3-6 |
| Roger Federer Stanislas Wawrinka | dubbelspel (m) | 2e ronde  | 1e ronde: JPN Kei Nishikori / Go Soeda 6-7(5), 6-4, 6-4 2e ronde: ISR Jonathan Erlich / Andy Ram 6-1, 6-7(5), 3-6 |

### Triatlon
| Olympiër      | Onderdeel | Resultaat | Prestatie     |
| ------------- | --------- | --------- | ------------- |
| Sven Riederer | mannen    | 8e        | tijd: 1:47.46 |
| Ruedi Wild    | mannen    | 39e       | tijd: 1:51.10 |
|               |           |           |               |
| Daniela Ryf   | vrouwen   | 40e       | tijd: 2:06.37 |
| Nicola Spirig | vrouwen   | Goud      | tijd: 1:59.48 |

### Voetbal
| Olympiër | Onderdeel | Resultaat  | Prestatie                                                                             |
| --- | --------- | ---------- | ------------------------------------------------------------------------------------- |
| Amir Abrashi François Affolter Diego Benaglio Oliver Buff Fabio Daprela Josip Drmić Innocent Emeghara Fabian Frei Xavier Hochstrasser Pajtim Kasami Timm Klose Admir Mehmedi Michel Morganella * Ricardo Rodríguez Fabian Schär Benjamin Siegrist Alain Wiss Steven Zuber | mannen    | groepsfase | groep B: (4e) Zwitserland 1-1 Gabon Zwitserland 1-2 Zuid-Korea Zwitserland 0-1 Mexico |

* Na de nederlaag tegen Zuid-Korea werd Morganella naar huis gestuurd vanwege een racistisch getinte tweet. Hij was na Voula Papachristou de tweede olympiër die naar huis werd gestuurd vanwege een tweet.

### Volleybal
| Olympiër                               | Onderdeel | Resultaat | Prestatie |
| -------------------------------------- | --------- | --------- | --- |
| Jefferson Bellaguarda Patrick Heuscher | beach (m) | 9e        | groep A: (2e) verloor van ITA Daniele Lupo / Paolo Nicolai 0-2 (19-21, 18-21) verloor van BRA Alison Cerutti / Emanuel Rego 0-2 (17-21, 12-21) won van AUT Clemens Doppler / Alexander Horst 2-0 (24-22, 21-12) 1/8F: verloor van NED Reinder Nummerdor / Richard Schuil 0-2 (20-22, 15-21)           |
| Sébastien Chevallier Sascha Heyer      | beach (m) | 9e        | groep C: (2e) won van CHN Wu Penggen / Xu Lingin 2-1 (18-21, 21-16, 15-12) won van RUS Sergej Prokopjev / Konstantin Semjonov 2-1 (28-26, 18-21, 15-13) verloor van GER Julius Brink / Jonas Reckermann 0-2 (14-21, 16-21) 1/8F: verloor van POL Grzegorz Fijalek / Mariusz Prudel 0-2 (18-21, 17-21) |
|                                        |           |           | |
| Simone Kuhn Nadine Zumkehr             | beach (v) | 9e        | groep B: (3e) won van GRE Vassiliki Arvaniti / Maria Tsiartsiani 2-0 (21-13, 21-19) verloor van CHN Xue Chen / Zhang Xi 1-2 (18-21, 21-16, 8-15) verloor van RUS Anastasia Vasina / Anna Vozakova 1-2 (17-21, 21-19, 9-15) 1/8F: verloor van USA Jennifer Kessy / April Ross 0-2 (15-21, 19-21)       |

### Wielersport
| Olympiër           | Onderdeel        | Resultaat | Prestatie                                                                   |
| BMX                | BMX              | BMX       | BMX                                                                         |
| ------------------ | ---------------- | --------- | --------------------------------------------------------------------------- |
| Roger Rinderknecht | mannen           | 7e        | plaatsing: 39,618 (23e) kwartfinale: 18 punten (4e) halve finale: 19 punten |
| Mountainbike       |                  |           |                                                                             |
| Ralf Näf           | mannen           | 18e       | tijd: 1:32.58                                                               |
| Nino Schurter      | mannen           | Zilver    | tijd: 1:29.08                                                               |
| Florian Vogel      | mannen           | 25e       | tijd: 1:34.36                                                               |
|                    |                  |           |                                                                             |
| Katrin Leumann     | vrouwen          | 19e       | tijd: 1:38.23                                                               |
| Esther Süss        | vrouwen          | 5e        | 1:32.46                                                                     |
| Weg                |                  |           |                                                                             |
| Fabian Cancellara  | tijdrit (m)      | 7e        | tijd: 5:52.53,71                                                            |
| Fabian Cancellara  | wegwedstrijd (m) | 106e      | tijd: 5:51.40                                                               |
| Michael Albasini   | wegwedstrijd (m) | 96e       | tijd: 5:46.47                                                               |
| Martin Elmiger     | wegwedstrijd (m) | 57e       | tijd: 5:46.37                                                               |
| Grégory Rast       | wegwedstrijd (m) | 8e        | tijd: 5:46.05                                                               |
| Michael Schär      | wegwedstrijd (m) | 87e       | tijd: 5:46.37                                                               |

### Worstelen
| Olympiër       | Onderdeel      | Resultaat      | Prestatie                                    |
| Grieks-Romeins | Grieks-Romeins | Grieks-Romeins | Grieks-Romeins                               |
| -------------- | -------------- | -------------- | -------------------------------------------- |
| Pascal Strebel | -66 kg (m)     | 15e            | 1/8F: verloor van GEO Manuchar Tskhadaia 0-3 |

### Zeilen
| Olympiër                         | Onderdeel        | Resultaat | Prestatie                                                         |
| -------------------------------- | ---------------- | --------- | ----------------------------------------------------------------- |
| Richard Stauffacher              | rs:x (m)         | 10e       | totaal: 127 punten (10-21-14-15-6-18-20-8-10-12-medaillerace: 14) |
| Yannick Brauchli Romuald Hausser | 470 (m)          | 15e       | totaal: 119 punten (11-16-18-22-14-12-12-7-23-7)                  |
| Flavio Marazzi Enrico De Maria   | star (m)         | 13e       | totaal: 102 punten (13-8-11-9-15-7-10-13-15-16)                   |
|                                  |                  |           |                                                                   |
| Nathalie Brugger                 | laser radial (v) | 14e       | totaal: 135 punten (13-25-18-14-15-10-dsq-14-10-16)               |

### Zwemmen
| Olympiër           | Onderdeel         | Resultaat | Prestatie                                                    |
| ------------------ | ----------------- | --------- | ------------------------------------------------------------ |
| Dominik Meichtry   | 100 m vrij (m)    | series    | serie 5: 49,95 (5e; 29e tijd)                                |
| Dominik Meichtry   | 200 m vrij (m)    | series    | serie 4: 1.47,97 (5e; 16e tijd) HF 1: 1.48,25 (8e: 15e tijd) |
| Dominik Meichtry   | 400 m vrij (m)    | series    | serie 4: 3.51,34 (8e; 19e tijd)                              |
| Dominik Meichtry   | 100 m vlinder (m) | series    | serie 2: 53,40 (1e; 32e tijd)                                |
| Yannick Kaeser     | 200 m school (m)  | series    | serie 4: 2.13,49 (8e; 24e tijd)                              |
| Alexandre Liess    | 200 m vlinder (m) | series    | serie 2: 2.00,13 (8e; 33e tijd)                              |
| David Karasek      | 200 m wissel (m)  | series    | serie 2: 2.01,35 (7e; 28e tijd)                              |
|                    |                   |           |                                                              |
| Danielle Villars   | 200 m vrij (v)    | series    | serie 1: 2.03,55 (2e; 31e tijd)                              |
| Danielle Villars   | 100 m vlinder (v) | series    | serie 2: 59,42 (1e; 26e tijd)                                |
| Martina Van Berkel | 200 m vlinder (v) | series    | serie 2: 2.12,25 (7e; 25e tijd)                              |
| Open water         |                   |           |                                                              |
| Swann Oberson      | 10 km (v)         | 19e       | tijd: 2:01.38,0                                              |

Afghanistan · Albanië · Algerije · Amerikaanse Maagdeneilanden · Amerikaans-Samoa · Andorra · Angola · Antigua en Barbuda · Argentinië · Armenië · Aruba · Australië · Azerbeidzjan · Bahama's · Bahrein · Bangladesh · Barbados · België · Belize · Benin · Bermuda · Bhutan · Bolivia · Bosnië en Herzegovina · Botswana · Brazilië · Britse Maagdeneilanden · Brunei · Bulgarije · Burkina Faso · Burundi · Cambodja · Canada · Centraal-Afrikaanse Republiek · Chili · China · Chinees Taipei · Colombia · Comoren · Congo-Brazzaville · Congo-Kinshasa · Cookeilanden · Costa Rica · Cuba · Cyprus · Denemarken · Djibouti · Dominica · Dominicaanse Republiek · Duitsland · Ecuador · Egypte · El Salvador · Equatoriaal-Guinea · Eritrea · Estland · Ethiopië · Fiji · Filipijnen · Finland · Frankrijk · Gabon · Gambia · Georgië · Ghana · Grenada · Griekenland · Groot-Brittannië · Guam · Guatemala · Guinee · Guinee‑Bissau · Guyana · Haïti · Honduras · Hongarije · Hongkong · Ierland · IJsland · India · Indonesië · Irak · Iran · Israël · Italië · Ivoorkust · Jamaica · Japan · Jemen · Jordanië · Kaaimaneilanden · Kaapverdië · Kameroen · Kazachstan · Kenia · Kirgizië · Kiribati · Koeweit · Kroatië · Laos · Lesotho · Letland · Libanon · Liberia · Libië · Liechtenstein · Litouwen · Luxemburg · Macedonië · Madagaskar · Malawi · Maldiven · Maleisië · Mali · Malta · Marshalleilanden · Marokko · Mauritanië · Mauritius · Mexico · Micronesië · Moldavië · Monaco · Mongolië · Montenegro · Mozambique · Myanmar · Namibië · Nauru · Nederland · Nepal · Nicaragua · Nieuw-Zeeland · Niger · Nigeria · Noord-Korea · Noorwegen · Oeganda · Oekraïne · Oezbekistan · Oman · Oostenrijk · Oost-Timor · Pakistan · Palau · Palestina · Panama · Papoea-Nieuw-Guinea · Paraguay · Peru · Polen · Portugal · Puerto Rico · Qatar · Roemenië · Rusland · Rwanda · Saint Kitts en Nevis · Saint Lucia · Saint Vincent en Grenadines · Salomonseilanden · Samoa · San Marino · Sao Tomé en Principe · Saoedi-Arabië · Senegal · Servië · Seychellen · Sierra Leone · Singapore · Slovenië · Slowakije · Soedan · Somalië · Spanje · Sri Lanka · Suriname · Swaziland · Syrië · Tadzjikistan · Tanzania · Thailand · Togo · Tonga · Trinidad en Tobago · Tsjaad · Tsjechië · Tunesië · Turkije · Turkmenistan · Tuvalu · Uruguay · Vanuatu · Venezuela · Verenigde Arabische Emiraten · Verenigde Staten · Vietnam · Wit-Rusland · Zambia · Zimbabwe · Zuid-Afrika · Zuid-Korea · Zweden · Zwitserland · Onafhankelijke atleten